# Yosef ben Sadiqq de Arévalo
Yosef ben Saddiq de Arévalo (Arévalo, mediados del siglo XV) fue un intelectual judío castellano. Se conoce muy poco de su vida, aparte de su nombre (que es igual al de un destacado poeta y filósofo judío andalusí de la Córdoba del siglo XII: Yosef ben Sadiqq), su lugar de nacimiento y la fecha de muerte de su padre (1454). Se ha conservado (manuscrita, en la Bodleian Library) una obra suya, el Compendio del recuerdo del justo, que después de describir ritos de la religión judía y recoger oraciones, dedica su último capítulo (el 50) a una Crónica de hebreos ilustres, desde la Creación hasta 1487, año de redacción del texto. Más que por su escaso valor literario, destaca por su condición de fuente de los hechos relativos a la historia de los judíos en la España medieval.